# Petit-duc de Sérendip
Otus thilohoffmanni
Espèce
Statut de conservation UICN

 EN B1ab(ii,iii,v); C2a(i); D : En danger
Statut CITES
Le Petit-duc de Sérendip (Otus thilohoffmanni) est une espèce d’oiseaux de la famille des Strigidae. Elle est l'espèce d'oiseaux Sri Lankaise la plus récemment découverte.

## Répartition
Cette espèce est endémique du Sri Lanka.